# جایزه ناندی
جایزه ناندی (انگلیسی: Nandi Awards) برترین جایزهٔ سینمایی است که به برترین تولیداتِ سینمایی، تئاتری و تلویزیونی به زبان تلوگو اهدا می‌شود.
متولیِ این جایزه، دولت محلی (استانداری) «آندرا پرادش» است و چهار سطح دارد: طلا، نقره، برنز و مس.
جایزه ناندی نام خود را از یک مجسمهٔ گرانیتی گاو نر در شهر «لپاکشی» می‌گیرد که یک نماد فرهنگی و تاریخی برای مردمان آن منطقه است. (واژهٔ «ناندی» در زبان تلوگو به معنای «گاو نر» است).